# El cuento de las comadrejas
El cuento de las comadrejas (anteriorment titulada Regreso triunfal) és una pel·lícula argentina de 2019 co-escrita, co-produïda i dirigida per Juan José Campanella, remake de Los muchachos de antes no usaban arsénico (1976). Protagonitzada per un repartiment coral compost per Graciela Borges, Oscar Martínez, Marcos Mundstock i Luis Brandoni.

## Sinopsi
Una bella estrella de l'època daurada del cinema, un actor en l'ocàs de la seva vida, un escriptor cinematogràfic frustrat i un vell director fan l'impossible per conservar el món que han creat en una decrèpita mansió davant l'arribada de dos joves aventurers que representen una imminent amenaça.

## Repartiment
- Graciela Borges com a Mara Ordaz
- Oscar Martínez com a Norberto Imbert
- Luis Brandoni com a Pedro De Córdova
- Marcos Mundstock com a Martín Saravia
- Clara Lago com a Bàrbara Otamendi
- Nicolás Francella com a Francisco Gourmand

## Producció
La pel·lícula va ser produïda per 100 Bares, productora del mateix Campanella, en coproducció amb l'espanyola Tornasol Films, i amb el suport de l'ens privat Telefé i l'ens estatal INCAA.
Es tracta d'un remake de la cinta de comèdia negra estrenada fa més de 40 anys Los muchachos de antes no usaban arsénico. En paraules del director es va tractar de "la pel·lícula argentina més enginyosa dels últims temps, que va tenir la mala sort d'haver estat estrenada la setmana del cop de març de 1976". A més va agregar que el remake tindrà alguns canvis d'enfocament "pel canvi de sensibilitat, li farem un aggiornamiento, realçant conflictes que no eren l'eix de l'original (...) Ja no passarà per la guerra de gèneres".